# Utahdalen
Utahdalen (engelska: Utah Valley) är en dal i Utah County i delstaten Utah i USA. Den folkrikaste staden i området är Provo. som 2010 hade 112 488 invånare.

### Fotnoter
1. ↑  Joe Fletcher. ”Vacations in Utah Valley” (på engelska). USA Today. http://traveltips.usatoday.com/vacations-utah-valley-54767.html. Läst 11 september 2015.
2. ↑  ”Provo city, Utah” (på engelska). American Factfinder. 19 mars 2010. Arkiverad från originalet den 12 februari 2020. https://archive.today/20200212234526/http://factfinder.census.gov/faces/nav/jsf/pages/community_facts.xhtml#none. Läst 11 september 2015.